# Оп уметност
Оп уметност (скраћено из енглеског Optical Art - „оптичка уметност“) јесте правац у историји сликарства и уметности и правац у развоју савремене уметности који користи оптичке илузије. Он је настао и развијао се крајем педесетих и почетком шездесетих година 20. века.

## Назив
Назив је први пут употребљен 23. октобра 1964. године у непотписаном чланку објављеном у Тајму.

## Карактеристике правца
Аутори дела оптичке уметности користе познавање геометрије, физиологије ока и оптике. Труде се да помоћу црно-белих геометријских образаца, растера, узајамно се прекривајућих линијских и плошних форми, досегну оптичке илузије и утисак покрета или нестабилности у својим делима. У свим уметностима које су се јавиле током дуге историје, па чак и у примитивно доба, присутна је нека врста оптичке варке, у неком смислу, а новост у њеној примени у оптичкој уметности јесте у томе што она користи оптичку варку у свим могућим правцима. Оптичка уметност за своје илузије узима могућности светла и покрета и оне губе своје квалитете када се репродукују фотографским средствима, јер се ту користе особености ока које су најмање сличне камери. Оп арт се доводи у везу са психолошким истраживањима односа ока и ума, као и природе самог опажаја.

## Историја оптичке уметности
Порекло оптичке уметности може се потражити код Пита Мондријана, или пак Робера Делонеа па чак и код Салвадора Далија, у чијим сликама су се облици и ликови мењали из једних у друге. Међутим, за данашњи развој оптичке уметности можемо у првом реду захвалити мађарском уметнику који је живео у Паризу, Виктору Вазарелију, који се појављује и као теоретичар и најинвентивнији практичар овога правца. Већина његових слика је у црно-белој изведби, у којој се правилности нарушавају извијањем линија, стварајући квадратне форме које подсећају на шаховске табле и које у току покрета посматрача и његовом мењању положаја у току перцепције слике изазивају утиске покрета, динамике једне врсте таласања, растезања и скупљања. Оп уметност суочава посматрача са делом на нови начин који се заснива на покрету и уводи динамичност користећи очне варке које ће бити значајне и примењиване и у будућности. Савремени оп арт уметници користе боју, линију и облик како би створили трепераве површине које код посматрача стварају доживљај кретања.
Илузионизам, фокусиран на перцепцију проширеног простора унутар равне слике, налази се од најранијих тачака историје уметности. Међутим, претходници оп уметности, у смислу графичких ефеката и бриге за егзотичне оптичке илузије, могу се пратити до неоимпресионизма, кубизма, футуризма, конструктивизма и дадаизма. Дивизионисти, група неоимпресионистичких сликара, покушали су да повећају привидну луминозност својих слика коришћењем оптике и оптичких илузија.
Часопис Тајм је 1964. године сковао термин оп уметност, као одговор на представу Џулијана Станшака Оптичке слике у Галерији Марте Џексон, као облик апстрактне уметности (посебно необјективне уметности) која користи оптичке илузије. Радови који се сада описују као „оп уметност” настајали су неколико година пре Тајмовог чланка из 1964. године. На пример, слика Зебре (1938) Виктора Вазарелија је у потпуности састављена од закривљених црно-белих пруга које нису садржане у контурним линијама. Сходно томе, чини се да се пруге спајају и избијају из околне позадине. Такође, рани црно-бели панели које је Џон Мекхејл поставио на изложби Ово је сутра 1956. и његова серија Пандора на Институту за савремену уметност 1962. показују тенденције прото оп уметности. Мартин Гарднер је представио оп уметност и њен однос према математици у својој рубрици о математичким играма из јула 1965. у часопису Scientific American. У Италији, Франко Грињани, који је првобитно школован као архитекта, постао је водећа сила графичког дизајна где је оп уметност или кинетичка уметност била централна. Његов Вулмарк лого (покренут у Британији 1964. године) је вероватно најпознатији од свих његових дизајнова.
Оп уметност можда ближе произилази из конструктивистичке праксе Баухауса. Ова немачка школа, коју је основао Валтер Гропијус, наглашавала је однос форме и функције у оквиру анализе и рационалности. Ученици су научили да се фокусирају на целокупни дизајн или целокупну композицију како би представили обједињене радове. Оп уметност такође потиче од обманке и анаморфозе. Повезана је и са психолошким истраживањима, посебно са Гешталтовом теоријом и психофизиологијом. Када је Баухаус био приморан да престане с радом 1933. године, многи његови инструктори побегли су у Сједињене Државе. Тамо је покрет узео корене у Чикагу и на крају на Блек Маунтин колеџу у Ешвилу, Северна Каролина, где су Ени и Џосеф Алберс на крају предавали.
Оп уметници су тако успели да искористе различите феномене“, пише Попер, „накнадну слику и узастопни покрет; сметње у линији; ефекат заслепљивања; двосмислене фигуре и реверзибилна перспектива; узастопни контрасти боја и хроматске вибрације; а у тродимензионалним радовима различита гледишта и суперпонирање елемената у простору.
Неки чланови групе Нове тенденције (1961–1965) у Европи су се такође бавили оп уметношћу, као што су Алмир Мавигниер и Герхард фон Гривениц, углавном са својим сериграфијама. Проучавали су оптичке илузије. Термин оп је иритирао многе уметнике означене под њим, посебно укључујући Алберса и Станшака. Они су дискутовали о настанку термина примереније ознаке, односно перцептивне уметности. Од 1964. Арнолд Шмит (Арнолд Алфред Шмит) је имао неколико самосталних изложби својих великих, црно-белих оптичких слика изложених у галерији Терен у Њујорку.

### Респонзивно око
Године 1965, између 23. фебруара и 25. априла, изложба под називом Респонзивно око, коју је креирао Вилијам К. Сајц, одржана је у Музеју модерне уметности у Њујорку и гостовала је у Сент Луису, Сијетлу, Пасадени и Балтимору. Приказани радови су били широког спектра, обухватајући минимализам Френка Стеле и Елсворта Келија, глатку пластичност Александра Либермана, заједничке напоре групе Анонима, поред добро познатих уметника, Виктора Вазарелија, Џулијана Станчака, Ричарда Анушкијевича, Вен-Јинг Цај, Бриџит Рајли и Ђетулио Алвијани. Изложба се фокусирала на перцептивне аспекте уметности, који су резултат илузије покрета и интеракције односа боја.
Изложба је остварила успех код публике (посећеност је била преко 180.000), али је мање добро примљена од стране критичара. Критичари су одбацили оп уметности по основи да приказује ништа више од обманке, или трикова који заваравају око. Без обзира на то, прихваћеност јавности је порасла, и слике оп уметности су коришћене у бројним комерцијалним контекстима. Један од раних радова Брајана де Палме био је документарни филм о изложби.

## Начин рада
Почевши од 1965. Бриџит Рајли је почела да производи оп уметност засновану на бојама; међутим, други уметници, као што су Џулијан Станшак и Ричард Анушкевич, увек су били заинтересовани да боје постану примарни фокус њиховог рада. Џосеф Алберс је 1950-их подучавао ова два примарна практичара у школи „Функција боје“ на Јејлу.

## Најзначајнији представници оптичке уметности
Један од најзначајнијих представника у овој уметности је мађарски уметник Виктор Вазарели, као и Бриџет Рилеј, Јесус-Рафаел Сото, Јури Месен – Јашин, Рихард Анускијевич, Јулијан Станчак, Карлос Круз-Диаз и други.